# National Academy of Engineering
La "United States National Academy of Engineering" ("Accademia nazionale di ingegneria degli Stati Uniti", in sigla NAE) è un'istituzione privata no profit fondata nel 1964 sotto lo stesso atto congressuale che ha portato alla fondazione della National Academy of Sciences ("Accademia nazionale delle scienze").
L'elezione al NAE è considerato il più grande risultato nel campo dell'ingegneria e spesso arriva dopo un riconoscimento di una vita di risultati.

## I premi principali
L'accademia annualmente conferisce 3 premi del valore di 500.000$ per il vincitore:
- Gordon Prize, per l'educazione ingegneristica,
- Russ Prize, dato per lavori in ambito bioingegneristico,
- Charles Stark Draper Prize, in onore a chi ha contribuito all'avanzamento dell'ingegneria.